# Lov1
Lov1 (uttalas Lovet) är en svensk hiphopgrupp som bildades 2019 av medlemmarna Pontus Bjernekull Mörner, Waldemar Eriksson, Ludvig Sturaeus och Leon Holm. Gruppnamnet, karaktärerna, låtarna och framträdandena framhåller genomgående parodiska referenser till den svenska hiphop-gruppen Hov1. Bjernekull Mörner är sedan tidigare även uppmärksammad i medier för sin gestaltning av den påhittade rapartisten “Mehmet”, som likt Lov1 och ett flertal andra parodiska personas tillhandahålls under hans independent-kanal “KARAKTÄRER”.
"Amors Pilar", den andra singeln, släpptes den 24 januari 2020 och följdes upp av en 14 minuter lång musikvideo. Gruppens tredje singel, “Sexcigg" släpptes i maj 2020 och nådde under sin andra vecka tionde plats på Sverigetopplistan.

## Diskografi

### Studioalbum
| År   | Titel Album             | Listplac.     | Information/ datum       |
| År   | Titel Album             | SWE           | Information/ datum       |
| ---- | ----------------------- | ------------- | ------------------------ |
| 2022 | Profeterna på Balkongen | 7 (23 veckor) | Släppt: 14 februari 2022 |

### EP
| År   | Titel Album               | Listplac. | Information/ datum     |
| År   | Titel Album               | SWE       | Information/ datum     |
| ---- | ------------------------- | --------- | ---------------------- |
| 2024 | Alla coola hänger i köket |           | Släppt: 4 oktober 2024 |

### Singlar
| År   | Titel Album                                       | Listplac.      | Information/ datum       |
| År   | Titel Album                                       | SWE            | Information/ datum       |
| ---- | ------------------------------------------------- | -------------- | ------------------------ |
| 2019 | "Au Revoir"                                       | 85 (1 vecka)   | Släppt: 25 oktober 2019  |
| 2020 | "Amors Pilar"                                     | 75 (1 vecka)   | Släppt: 24 januari 2020  |
| 2020 | "Sexcigg"                                         | 10 (26 veckor) | Släppt: 1 maj 2020       |
| 2020 | "Sommarmelodi"                                    |                | Släppt: 19 juni 2020     |
| 2020 | "Elkontakt"                                       |                | Släppt: 9 oktober 2020   |
| 2020 | "Discohatt"                                       |                | Släppt: 13 november 2020 |
| 2021 | "Alla vägar bär till rom" Profeterna på Balkongen |                | Släppt: 23 april 2021    |
| 2021 | "Galileo" Profeterna på Balkongen                 | 70 (2 veckor)  | Släppt: 4 juni 2021      |
| 2022 | "Young Bandit" Profeterna på Balkongen            |                | Släppt: 14 januari 2022  |
| 2022 | "Kärleksriddaren" Profeterna på Balkongen         | 66 (2veckor)   | Släppt: 4 februari 2022  |
| 2022 | "Tonår"                                           |                | Släppt: 3 juni 2022      |
| 2022 | "Bästis Festis"                                   | 4 (6 veckor)   | Släppt: 19 augusti 2022  |
| 2022 | "Tomten är Fo' Real"                              |                | Släppt: 28 november 2022 |
| 2023 | "Kan inte sitta still"                            |                | Släppt: 27 januari 2023  |
| 2023 | "Loverboy"                                        |                | Släppt: 14 februari 2023 |
| 2023 | "Mannen på Mars"                                  |                | Släppt: 31 mars 2023     |
| 2023 | "Asteroid"                                        | 67 (10 veckor) | Släppt: 9 juni 2023      |
| 2023 | "Hjärtan på din gata"                             |                | Släppt: 27 oktober 2023  |
| 2024 | "Bounce" Alla coola hänger i köket                |                | Släppt: 24 maj 2024      |
| 2024 | "Säg mig nu" Alla coola hänger i köket            |                | Släppt: 28 juni 2024     |
| 2025 | "Aldrig gå"                                       | 70 (1 vecka)   | Släppt: 11 april 2025    |
| 2025 | "Sommarkatt"                                      | 2 (4 veckor)   | Släppt: 30 maj 2025      |